# Rumpál

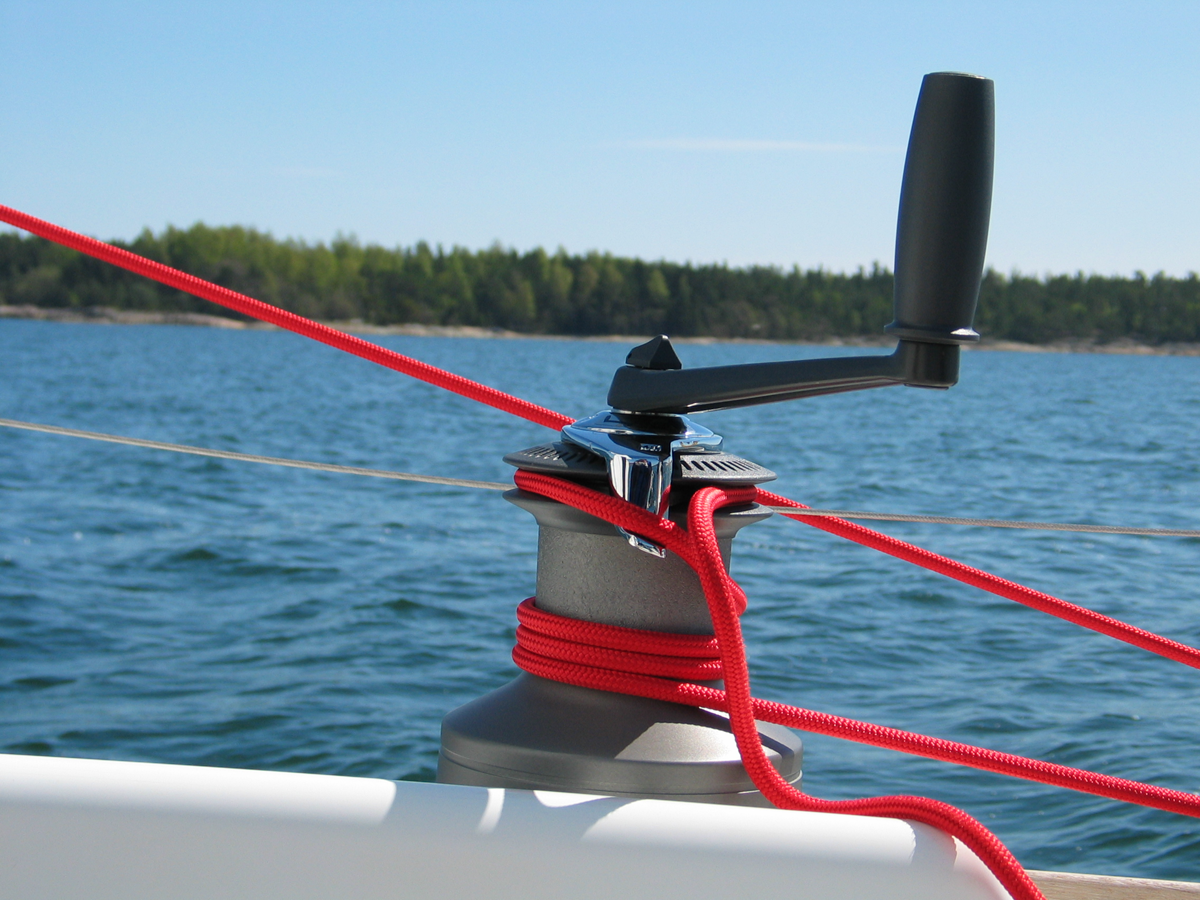
moderní rumpál sloužící ke zdvihání plachet na plachetnici – jachetní naviják

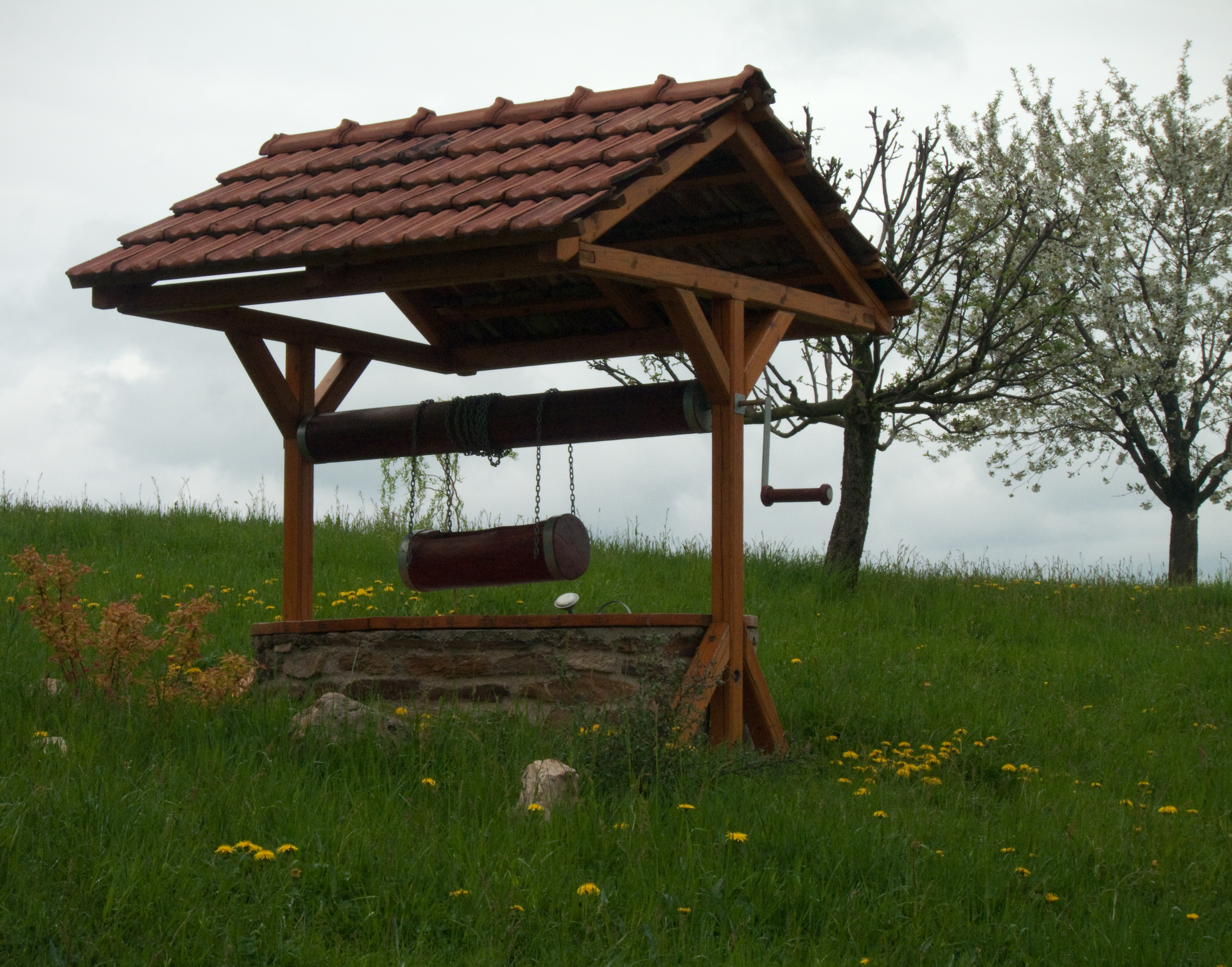
Rumpál nad studnou

Rumpál je jednoduché strojní zařízení, které usnadňuje zvedání nebo spouštění břemen. Je to vlastně ruční naviják. Často se používá u studní pro vytahování okovu s vodou. Rumpál pracuje na principu jednoduchého stroje – kola na hřídeli, kdy poměr sil je dán poměrem mezi délkou hnací kliky pro ruční otáčení mechanismu a průměrem hnaného bubnu určeného pro navíjení lana, drátu či řetězu apod.
Kromě rumpálů (ručních navijáků) se v praxi běžně používají strojní navijáky, které jsou poháněny elektromotorem. Hodně známým příkladem strojního navijáku je jeřáb (stroj) nebo stavební vrátek apod.

## Použití rumpálů a navijáků
- navijáky řetězů, drátů a lan
  - ruční pohon pro zvedání studničních okovů (tahání vody ze studny)
  - ruční pohon padacích mostů a jiných podobných zařízení
  - jachetní naviják
  - rybářský naviják, zařízení pro navíjení rybářského vlasce či šňůry na otočný bubínek, ten bývá při lovu menších ryb obvykle umístěn přímo na rybářském prutu
  - naviják pro
    - pokládku kabelů
    - natahování elektrických vedení
    - přepravu břemen pomocí kladky a kladkostroje

## Zajímavosti a souvislosti
- v případě, že se jedná o napínání drátů a lan, bývá takový naviják označován slovem napínák. Ten bývá opatřen ozubenou rohatkou a západkou, které zabraňují nežádoucímu uvolnění napínaného drátu.
- napínáky s ráčnou se používají mimo jiné také ve sportu :
  - k napínání volejbalové sítě
  - nebo i k napínání tenisové či nohejbalové sítě
- půvabné ustálené slovní spojení spolknout něco i s navijákem označuje úmyslné ošálení nějaké osoby nebo zjevný klam, který dotyčný člověk vůbec nepochopil
- Rumpál je atributem sv. Erasma, jenž je patronem námořníků, provazníků, soustružníků, tkalců, a byl vzýván jako ochránce lodí.[1]